# 伯仲国会
伯仲国会（はくちゅうこっかい）とは、国会の議席が与野党で伯仲している状況のこと。55年体制では「保革伯仲」「保革伯仲国会」とも呼ばれた。

## 概要
国会の与党の議席が過半数ではあるが安定多数を下回っている場合、伯仲国会と呼ばれる。
野党議員が国会委員長に就任する逆転委員会が多くなったり、与党の少数の造反で与党案が否決される情勢になるなど、議会運営が不安定になりやすくなる。
対処方法としては、連立政権によって安定多数を上回るか、個々の政策ごとに個々の政党と連携して政策を実現させる部分連合がある。
例として、参議院では1974年参院選から1980年参議院まで、衆議院では1976年衆院選から1980年衆院選までと1983年衆院選から1986年衆院選までが伯仲国会と呼ばれた。
2009年衆院選で民主党政権が誕生したが、2010年参院選まで参議院では与党がかろうじて過半数を上回る議席の伯仲状態であった。